# Podolí (Vsetín)
Podolí é uma comuna checa localizada na região de Zlín, distrito de Vsetín.